# Христианство в Джибути
Христианство в Джибути — вторая по распространённости религия в Джибути после ислама, её исповедует примерно 6 % населения (516,055 — июль 2006). Большинство христиан европейского и эфиопского происхождения. В основном это католицизм и Эфиопская православная церковь. Конституция Джибути гарантирует свободу вероисповедания. В отличие от большинства исламских стран между мусульманами и христианами не возникают конфликты, в связи с толерантным настроем исламского большинства.

## Христианские конфессии
3,2 % населения являются прихожанами Эфиопской православной церкви, от 0,07 до 1 % католики (около 4 767 человек), а остальные принадлежат к протестантской и греческой православной конфессиям. В 1960 была создана организация «l'Église néo-apostolique» (Протестантская церковь Джибути) которая помогала беженцам и голодающим.

## Католицизм
В Джибути существует всего одна епархия, на её территории живёт примерно 7000 человек католиков. Джибути поддерживает дипломатические отношения со Святым Престолом.